# Clanculus atypicus
Clanculus atypicus är en snäckart som beskrevs av Tom Iredale 1912. Clanculus atypicus ingår i släktet Clanculus och familjen pärlemorsnäckor. Inga underarter finns listade i Catalogue of Life.